# HK Krila Sovjetov
Krila Sovjetov Moskva (rusko Крылья Советов Москва) je ruski hokejski klub iz Moskve ustanovljen leta 1947. Osvojil je dva naslova sovjetskega prvaka, en evropski pokal ter po dva Spenglerjeva in Ahearnejeva pokala.
Po letu 2011 klub je zaradi finančnih težav prenehal obstajati.

## Lovorike
- Sovjetska liga (2 naslova): 1957, 1974
- Evropski pokal (1 naslov): 1974
- Spenglerjev pokal (2 naslova): 1980, 1988
- Ahearnejev pokal (2 naslova): 1961, 1968

## Znameniti igralci
| - Aleksej Gurišev - Nikolaj Hlistov - Jurij Hmiljov |  | - Edvard Ivanov - Sergej Kapustin - Jurij Lebedev |  | - Alfred Kučevski - Jurij Pantjuhov - Viktor Polupanov |